# Hayden Godfrey
Hayden John Godfrey (Hokitika, West Coast, 15 de desembre de 1978) és un ciclista de Nova Zelanda, especialista en pista. En el seu palmarès destaca el Campionat del món d'Òmnium i diverses proves de la Copa del món.
També ha participat en diferents proves en ruta.

## Palmarès en ruta
- 2001
  - Vencedor d'una etapa a la Volta a Brandemburg
- 2004
  - Vencedor d'una etapa a la Sea Otter Classic
- 2005
  -  Campió de Nova Zelanda en critèrium
  - Vencedor de 2 etapes del Tour de Wellington
- 2008
  - Vencedor de 2 etapes del Tour de Canterbury
  - Vencedor d'una etapa al Tour d'Ohio
  - Vencedor d'una etapa al Tour de Grandview
- 2009
  -  Campió de Nova Zelanda en ruta interclubs

## Palmarès en pista
- 2006
  -  Campió de Nova Zelanda en Scratch
- 2008
  -  Campió del món en Òmnium

### Resultats a laCopa del Món
- 2001
  - 1r a Cali, en Persecució per equips
- 2003
  - 1r a la Classificació general en Persecució
  - 1r a Sydney, en Persecució per equips
- 2004-2005
  - 1r a Sydney, en Persecució per equips
- 2005-2006
  - 1r a Manchester, en Persecució per equips
- 2008-2009
  - 1r a Pequín, en Scratch